# Weston Carr
Weston Evan Mozée Carr (* 14. August 1997 in Santa Monica, Kalifornien) ist ein US-amerikanischer American-Football-Spieler auf der Position des Wide Receivers. Er spielte College-Football an der Azusa Pacific University und der Pennsylvania State University.

## Werdegang
Carr besuchte die Benicia High School, an der er neben dem Football auch in der Leichtathletik aktiv war. Als Senior diente er den Panthers als Team-Kapitän. Dabei fing er 45 Pässe für 861 Yards und neun Touchdowns, worauf hin er mehrfach ausgezeichnet wurde. Zudem wurde er im Dezember 2014 zum East-West-All-Star-Spiel eingeladen, bei dem er den einzigen Touchdown für Team West erzielte.
2015 verpflichtete sich Carr für die Azusa Pacific University aus der Great Northwest Athletic Conference (GNAC) der NCAA Division II. Nachdem er sein erstes Jahr als Redshirt ausgesessen hatte, entwickelte er sich als Redshirt Freshman in der Saison 2016 zum Stammspieler der Cougars und trug erheblich zur ersten Playoffs-Teilnahme der Universitätsgeschichte bei. 2017 führte er die GNAC an und beendete das Jahr auf dem zweiten Platz in der Division II mit 132,5 Receiving Yards pro Spiel und auf dem dritten Platz mit 15 Receiving Touchdowns. Für diese Leistungen wurde er in das erste All-American Team berufen. In seiner Karriere wurde er insgesamt dreimal in das erste All-Conference Team gewählt. Für die Cougars erzielte er zwischen 2016 und 2018 3.007 Receiving Yards für 36 Touchdowns. Als Graduate Transfer wechselte Carr für die College-Saison 2019 an die Pennsylvania State University, an der er für die Nittany Lions in der Big Ten Conference spielte. Er kam in drei Spielen zum Einsatz und verzeichnete dabei drei Receptions für 27 Yards. Mit den Nittany Lions gewann er den Cotton Bowl.
Carr begann 2021 seine professionelle Karriere bei den Kiel Baltic Hurricanes in der German Football League (GFL). Während die Hurricanes die Saison als Fünfter im Norden abschlossen, war Carr individuell in der Spitze zu finden. So führte er mit 131,8 Receiving Yards pro Spiel die GFL an. Seine 1.318 Receiving Yards und 15 Touchdowns stellten Spitzenwerte dar. Er wurde als GFL All-Star ausgezeichnet sowie in das All-Europe Team des Sportmagazins American Football International gewählt.
Zur Saison 2022 der European League of Football (ELF) unterschrieb Carr als Ersatz für Diondre Overton, der beim USFL Draft ausgewählt worden war, bei den Vienna Vikings. Dies sorgte für Aufsehen, da Carr zuvor seinen Vertrag bei den Baltic Hurricanes um eine weitere GFL-Saison verlängert hatte. Beim Scrimmage mit den Leipzig Kings während der Preseason zog sich Carr eine schwere Schulterverletzung zu und fiel für die gesamte Spielzeit aus. Er wurde vor Saisonbeginn aus dem Roster gestrichen und spielte somit in der Meisterschaftssaison der Vikings keinen Snap. Ende Dezember gaben die Vikings bekannt, Carr für die Saison 2023 verpflichtet zu haben. Mitte November 2023 gaben die Vienna Vikings die Verlängerung des Vertrages für die Saison 2024 bekannt. Im Juli 2024 wurde er nach einer Verletzung entlassen.

### Saisonstatistiken
| Jahr                                                    | Team                   | Spiele | Starts | Receiving | Receiving | Receiving | Receiving | Receiving | Receiving | Rushing | Rushing | Rushing | Rushing | Rushing | Kick Returns | Kick Returns | Kick Returns | Kick Returns | Kick Returns | Punt Returns | Punt Returns | Punt Returns | Punt Returns | Punt Returns |
| Jahr                                                    | Team                   | Spiele | Starts | Rec       | Tgt       | Yds       | Avg       | TD        | Lng       | Att     | Yds     | Avg     | TD      | Lng     | Ret          | Yds          | Avg          | TD           | Long         | Ret          | Yds          | Avg          | TD           | Long         |
| ------------------------------------------------------- | ---------------------- | ------ | ------ | --------- | --------- | --------- | --------- | --------- | --------- | ------- | ------- | ------- | ------- | ------- | ------------ | ------------ | ------------ | ------------ | ------------ | ------------ | ------------ | ------------ | ------------ | ------------ |
| German Football League                                  |                        |        |        |           |           |           |           |           |           |         |         |         |         |         |              |              |              |              |              |              |              |              |              |              |
| 2021                                                    | Kiel Baltic Hurricanes | 10     |        | 62        |           | 1318      | 21,3      | 15        | 73        | 1       | −2      | −2      | 0       | 0       | 12           | 257          | 21,4         | 0            | 40           | 2            | 12           | 6,0          | 0            | 12           |
| GLF Gesamt                                              | GLF Gesamt             | 10     |        | 62        |           | 1318      | 21,3      | 15        | 73        | 1       | −2      | −2      | 0       | 0       | 12           | 257          | 21,4         | 0            | 40           | 2            | 12           | 6,0          | 0            | 12           |
| European League of Football                             |                        |        |        |           |           |           |           |           |           |         |         |         |         |         |              |              |              |              |              |              |              |              |              |              |
| 2022                                                    | Vienna Vikings         | 0      | 0      | 0         | 0         | 0         | 0         | 0         | 0         | 0       | 0       | 0       | 0       | 0       | 0            | 0            | 0            | 0            | 0            | 0            | 0            | 0            | 0            | 0            |
| 2023                                                    | Vienna Vikings         | 9      | -      | 31        | 51        | 636       | 20,5      | 5         | 63        | 1       | 3       | 3       | 0       | 3       | 0            | 0            | 0            | 0            | 0            | 0            | 0            | 0            | 0            | 0            |
| ELF Gesamt                                              | ELF Gesamt             | 0      | 0      | 31        | 51        | 636       | 20,5      | 5         | 63        | 1       | 3       | 3       | 0       | 3       | 0            | 0            | 0            | 0            | 0            | 0            | 0            | 0            | 0            | 0            |
| Quellen: stats.gfl.info ; stats.europeanleague.football |                        |        |        |           |           |           |           |           |           |         |         |         |         |         |              |              |              |              |              |              |              |              |              |              |

## Privates
Carr ist der jüngere Bruder des ehemaligen NFL-Wide Receivers Austin Carr. Er hat zudem zwei Schwestern. Carr studierte an der Azusa Pacific University im Hauptfach Soziologie.